# Jacobiasca paolii
Jacobiasca paolii är en insektsart som beskrevs av Irena Dworakowska 1977. Jacobiasca paolii ingår i släktet Jacobiasca och familjen dvärgstritar. Inga underarter finns listade i Catalogue of Life.